# Mezinárodní fonetická asociace
Mezinárodní fonetická asociace (zkráceně MFA, anglicky The International Phonetic Association, zkratkou IPA) je organizace, která podporuje vědecké zkoumání fonetiky a veškeré praktické uplatnění této vědy. Největší přínos pro fonetiku má Mezinárodní fonetická abeceda, norma zápisu fonetiky, hlásek všech jazyků. Zkratka pro asociaci i abecedu je i v češtině shodná, MFA, ale všeobecně a celosvětově se pro obě užívá její anglická zkratka IPA.
IPA vydává anglický časopis Journal of the International Phonetic Association. Dále pořádá ve čtyřletém cyklu mezinárodní kongres fonetiky (anglicky International Congress of Phonetic Sciences, ICPhS).

## Počátky
V Paříži roku 1886 skupinka učitelů jazyků ustavila sdružení pro podporu fonetického zápisu ve školách jako pomůcku pro děti k ovládnutí skutečné výslovnosti cizích jazyků a také pro učitele vyučující tyto děti čtení. Skupinka vedená Paulem Passym si původně říkala Dhi Fonètik Tîtcerz' Asóciécon (the FTA) a v lednu 1889 se přejmenovala na L'Association Phonétique des Professeurs de Langues Vivantes (AP), roku 1897 na L'Association Phonétique Internationale (API), anglicky International Phonetic Association (IPA). V roce 1914 měla již 1751 členů ve 40 zemích. První světová válka a její důsledky těžce poškodily aktivity asociace a magazín obnovil své pravidelné vycházení až v roce 1922.
MFA také provádí zkoušky z fonetiky od roku 1908 a úspěšným absolventům vydává certifikát anglické, francouzské nebo německé fonetické zdatnosti.

## Vývoj abecedy
Původním úkolem organizace bylo vytvořit sadu fonetických symbolů, které by bylo možné použít pro různou výslovnost, artikulaci všech jazyků stejně, jako mají jazyky abecedu pro vlastní potřebu. Nakonec se rozhodla, že tento cíl splní univerzální abeceda s jediným stálým symbolem pro tentýž zvuk je tím správným ideálem a vývoj Mezinárodní fonetické abecedy rychle postupoval až do konce roku 2000. Do té doby došlo k několika změnám v Abecedě s novými znaky i s vylučováním některých stávajících – úměrně pokroku v poznání fonetiky.